# 小行星3917
小行星3917（3917 Franz Schubert）是一颗绕太阳运转的小行星，为主小行星带小行星。该小行星于1961年2月15日发现。

## 轨道参数
小行星3917的轨道半长轴为2.3582657 UA，离心率为0.023。